# Phanacis taraxaci
Phanacis taraxaci är en stekelart som först beskrevs av William Harris Ashmead 1897.  Phanacis taraxaci ingår i släktet Phanacis och familjen gallsteklar. Arten är reproducerande i Sverige. Inga underarter finns listade i Catalogue of Life.